# Ibn al-Arabí
|  | No s'ha de confondre amb Ibn al-Arabi. |

Muhàmmad ibn Alí ibn Muhàmmad ibn Arabí al-Hatimí at-Taí al-Andalussí (àrab: محمد بن علي بن محمد بن عربي الحاتمي الطائي الأندلسي, Muḥammad b. ʿAlī b. Muḥammad b. ʿArabī al-Ḥātimī aṭ-Ṭāʾī al-Andalusī) (Múrcia, 7 d'agost de 1165 - Damasc, 16 de novembre de 1240), més conegut simplement com a Ibn al-Arabí o Ibn Arabí, així com pels seus làqabs aix-Xaykh al-Àkbar (àrab: الشيخ الأكبر, ax-Xayẖ al-Akbar, ‘el Més gran Mestre’) i Muhyi-d-Din (àrab: محيي الدين, Muḥyī d-Dīn, ‘Vivificador de la Religió’), fou un destacat sufí, filòsof i poeta andalusí musulmà. Se li atribueixen diversos centenars d'obres sent la més important Fusus al-Hikam. La seva tomba a Damasc és objecte de peregrinacions.

## Biografia
Nascut a Múrcia, Ibn ʿArabī va néixer a Múrcia, Al-Àndalus el 17 de Ramaḍà 560 AH (28 de juliol de 1165 dC), tot i que altres fonts suggereixen el 27 del Ramadà de l'any 560 de l'Èxic (6 d'agost de 1165 dC) com a data de naixement alternativa. De pare murcià i mare berber, es va traslladar amb la seua família a Sevilla. El seu nom és Muhammad, però més tard anomenat 'Abū 'Abdullāh (que significa el pare d'Abdullāh) —segons la tradició àrab clàssica— després de tenir un fill. En algunes de les seves obres, Ibn 'Arabî es referia a si mateix amb versions més completes del seu nom com a Abû 'Abdullâh Muhammad ibn 'Alî ibn al-'Arabî al-Tâ'î al-Hâtimî, on els tres últims noms indiquen el seu noble llinatge àrab. De fet, Hâtim al-Tây’î era conegut com a poeta de l'Aràbia preislàmica  de la sud-aràbiga de Tayy (actual Iemen).  Els seus estudis literaris juvenils van transcórrer entre Lora del Riu i Carmona. Va tenir a dos grans mestres, dues místiques sufís, Fàtima de Còrdova i Shams de Marchena, per les quals va mostrar un gran reconeixement.
L'ànsia de saber va conduir a Ibn Arabi a una vida viatgera, recorrent primer la seua al-Àndalus natal i després el nord d'Àfrica visitant als diferents grups sufís. Més tard va visitar el Caire i Jerusalem. Després de passar dos anys d'emocions espirituals en la Meca, va decidir continuar el seu viatge per Bagdad, Mossul, Konya (antiga capital del Soldanat de Rum i ciutat de l'actual Turquia) i Damasc, on finalment es va establir durant disset anys fins a la seua mort. La seua tomba, en la qual després van ser enterrats dos dels seus fills, encara es conserva i és lloc de peregrinació per a l'Islam. Sobre la seua tomba, l'Imperi Otomà va edificar una madrassa en la qual es guarda el seu sepulcre.

## Pensament

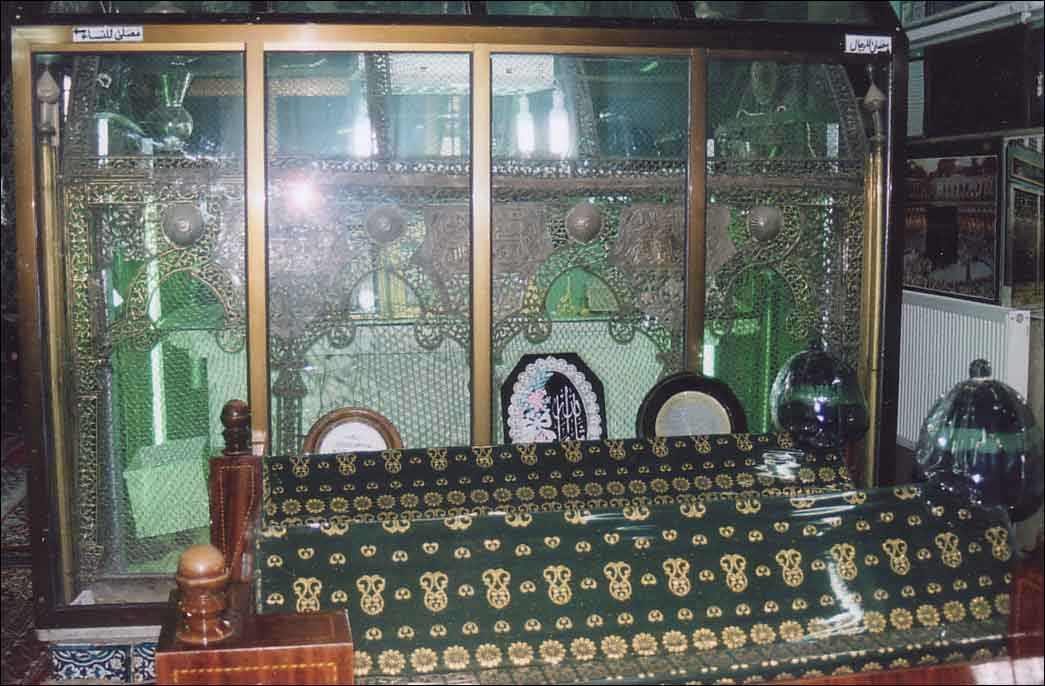
Tomba de Ibn 'Arabi a Damasc (Síria).

Encara que els estudis orientalistes de l'Estat espanyol ho han relacionat amb l'escola d'Ibn al-Arif (Abenalarif), i ho van considerar inicialment més un filòsof que un sufí, els mestres sufís de moltes ordres des de fa segles ho han considerat com un gran mestre coneixedor per «experiència (espiritual) directa», al que fins i tot han donat el qualificatiu de Sheij al Akbar, «el més gran dels mestres». En la literatura acadèmica occidental contemporània, en aquesta línia, els estudis de la seua obra duts a terme per autors com Michel Chodkiewicz, William Chittick, Denis Gril i a l'Estat espanyol per Pablo Beneito, mostren clarament que el seu contacte amb les escoles aristotèliques d'al-Farabí i Averrois o la filosofia neoplatònica de l'escola d'Ibn Hazm va ser molt superficial.
La seua obra és, abans de res, de caràcter gnosticoreligiosa; les seues crítiques a l'enteniment merament extern i àrid de la religió i fins i tot a la filosofia mateixa són abundants en la seua obra. Però és evident que no és un simple «místic»: el contingut metafísic de la seua obra abasta des de la interpretació gnosticosapiencial de la Xaria (Llei Islàmica) —sempre amb una certa visió zahirí com la d'Ibn Hazm, però a la qual supera àmpliament— fins a una cosmologia basada en la revelació divina i de la seua unicitat (que va ser batejada pels seus successors com la «Unicitat de l'Existència» o Wahdat al-wuyud en àrab).
La doctrina d'Ibn al-Arabí abunda en el caràcter absolut d'Al·là com a unitat suprema. Aquesta nega qualsevol tipus d'analogia entre Ell i el creat —per tant, escapa del panteisme que li han adscrit alguns—, però també desenvolupant una complexa relació d'allò creat amb el Creador, del qual és una expressió dels seus diferents Noms i Atributs (Allahu al-asma al-husna), que va iniciar Sahl al-Tustari. Aquesta radical separació d'Al·là i la seua creació impedeix el seu coneixement racional com a Essència, però no impedeix el seu coneixement a través del desvelament, és a dir, de la certificació o Realització de la Realitat (Haqq) de les coses, que no és un altre que Al·là. Amb Ibn al-Arabí el sufisme aconsegueix el desenvolupament més refinat de l'expressió de la seua elaboració teòrica.
Igual que els neoplatònics, Ibn al-Arabí aplica una escala jeràrquica de gèneres i espècies entre la no existència i el ser creador, que es relaciona al seu torn amb la seua idea de l'amor també compost d'una sèrie de graus que van des de la simpatia o inclinació fins al pur amor.

## Llegat
Després de la seva mort, els ensenyaments d'Ibn al-Arabí es van estendre ràpidament pel món islàmic. Els seus escrits no es van limitar a les elits musulmanes, sinó que van arribar a altres estaments de la societat gràcies a l'ampli abast de les ordres sufís. L'obra d'Arabi també es difon popularment a través d'obres en persa, turc i urdú. Molts poetes populars es van formar en les ordres sufís i es van inspirar en els conceptes d'Arabí.
Altres erudits de la seva època com al-Munawi, Ibn Imad al-Hanbali i al-Fayruzabadi van lloar Ibn Arabí com un just amic d'Al·là i fidel estudiós del coneixement, l'absolut mujtahid (pensador independent) sense cap mena de dubte i l'imam de l'educador i el llegat del poble, tant en el coneixement de la gent com en l'imam de la Xaria el camí en la pràctica i en el coneixement, i el shaykh dels shaykhs de la gent de la veritat mitjançant l'experiència espiritual ('dhawq') i la comprensió.

## Llei islàmica
Tot i que Ibn al-Arabí va declarar en més d'una ocasió que no seguia cegament cap de les escoles de jurisprudència islàmica, va ser responsable de copiar i preservar llibres de l'escola zahirita o literalista, a la qual hi ha un debat ferotge sobre la seva adhesió.  Molts estudiosos destacats d'Ibn al-Arabí, com ara Addas, Chodkiewicz, Gril, Winkel i Al-Gorab, sostenen que no va seguir cap màdhhab. Alguns estudiosos, com ara Hamza Dudgeon  i Ignaz Goldziher, rebutgen aquesta idea. Goldziher sostenia que Ibn Arabi pertanyia a l'escola de jurisprudència islàmica Zahiri o Hanbali.
En un manuscrit existent d'Ibn Ḥazm, transmès per Ibn al-Arabí, aquest fa una introducció a l'obra on descriu una visió que va tenir:
| «                                                                     | «Em vaig veure al poble de Sharaf, prop de Siville; allà vaig veure una plana on s'alçava una elevació. En aquesta elevació hi havia el Profeta, i un home que jo no coneixia s'hi va acostar; es van abraçar tan violentament que semblaven interpenetrar-se i fer-se una sola persona. Una gran brillantor els amagava als ulls de la gent. M'agradaria saber, vaig pensar, qui és aquest home estrany. Aleshores vaig sentir algú dir: Aquest és el tradicionalista ʿAlī Ibn Ḥazm. No havia sentit mai el nom d'Ibn Ḥazm abans. Un dels meus xeics, a qui vaig interrogar, em va informar que aquest home és una autoritat en el camp de la ciència del Hadith.» | » |
| — Goldziher. 'Els Ẓāhirīs: la seva doctrina i la seva història (1971) | |   |

Goldziher diu: «El període comprès entre el segle VI (hijri) i el segle VII també sembla haver estat el punt àlgid de l'escola Ẓāhirita a Andalusia».
IIbnal-Arabí va aprofundir en detalls específics en ocasions i era conegut per la seva opinió que el consens religiosament vinculant només podia servir com a font de llei sagrada si era el consens de la primera generació de musulmans que havien presenciat directament la revelació.
Ibn al-Arabí també va exposar les al·legories sufíes de la xaria, basant-se en treballs anteriors d’Al-Ghazalí i al-Hakim al-Tirmidhi.